# توم بلاك
توم بلاك (بالإنجليزية: Tom Black)‏؛ (ولد في 11 أكتوبر 1962) هو لاعب كرة قدم بريطاني في مركز الظهير. لعب مع نادي سانت ميرين ونادي سترنرير ‏.

## وصلات خارجية
- توم بلاك على موقع قاعدة بيانات كرة القدم.إي يو (الإنجليزية)